# Éloi Laurent Despeaux
 (mai 2019).
Si vous disposez d'ouvrages ou d'articles de référence ou si vous connaissez des sites web de qualité traitant du thème abordé ici, merci de compléter l'article en donnant les références utiles à sa vérifiabilité et en les liant à la section « Notes et références ».
Éloi Laurent Despeaux, né le 14 octobre 1761 à Malassise, hameau de la commune d'Auteuil, près de Beauvais), et mort le 25 octobre 1856 à Paris, est un général français de la Révolution et de l’Empire.

## Biographie
Il est enrôlé à 15 ans comme soldat dans la compagnie du Vicomte de Champagné du régiment de Flandre le 2 novembre 1776, alors que ce régiment traversait le Beauvaisis. Il passe par tous les grades de sous-officier dans ce régiment, caporal en 1780, sergent en 1784. Il se trouve à Versailles lorsque les Parisiens y vinrent chercher le roi, pendant les journées des 5 et 6 octobre 1789. Il prend sa retraite à 30 ans, après quinze ans de service, le 28 août 1791 et retourne à Douai, où il s'est marié lors du passage du régiment de Flandre.
Il se rengage en 1792 au 9e bataillon de volontaires du Nord. Après la bataille de Jemappes, il est nommé capitaine adjudant-major, et il se distingue à la défense du camp de Famars, où il est grièvement blessé et nommé chef de bataillon sur le champ de bataille le 28 avril 1793. Promu général de brigade le 3 septembre 1793, il est chargé d'une mission sur la Sambre, y est blessé de nouveau et le 19 mars 1794, il est élevé au grade de général de division à l'armée du Nord.
Un avancement aussi rapide s'explique par le courage reconnu de M. Despeaux plutôt que par sa capacité militaire. Il a d'ailleurs, une supériorité incontestable dans les manœuvres de l'infanterie.
Après la conquête de la Belgique et de la Hollande par Pichegru, le général Despeaux est nommé commandant supérieur de Tournai, puis d'Anvers et du Brabant occidental, où il doit superviser la suppression des maisons religieuses. En 1798, le Directoire lui confie le commandement de la 18e division militaire à Dijon.
Membre de la Légion d'honneur le 4 floréal an XIII, il reçoit le 8 mai 1809 le commandement d'une division à l'armée d'observation de l'Elbe, à Hanau, et commande même quelque temps en chef, après le départ de Junot. De là il parait quelques jours au siège de Flessingue, et il est chargé, le 20 septembre 1809, de la 20e division à Périgueux. À la suite des événements de 1814, le général Despeaux commande à Metz et le 25 mars 1815 au Quesnoy.
À la première Restauration, il est créé chevalier de Saint-Louis, et à la seconde restauration on le met en disponibilité. Il est chargé deux fois seulement de tournées d'inspection. Plus tard, il est mis à la retraite. Le 11 juin 1819, le roi le créé baron, et en novembre 1821, commandeur de la Légion d'honneur. Il est officier depuis le 21 janvier 1814.
Mis à la retraite par Louis-Philippe en 1832, il reprend du service sous le Second Empire. En 1853, Napoléon III le nomme grand Officier de la Légion d'honneur. En 1856, à 95 ans, toujours en activité, il est le doyen des officiers généraux de l'Empire et de l'Europe. Il compte 80 ans de service, 62 ans de grade de général de division, deux blessures graves dont une lui a fait perdre un œil. Napoléon III le fait Grand Croix de la légion d'honneur le 7 février 1856.
Il décède huit mois plus tard le 27 octobre 1856. Il repose au cimetière du Père Lachaise (division 15), à Paris.